# Michele Scarponi
Michele Scarponi (Jesi, 25 de abril de 1979 – 22 de abril de 2017) foi um ciclista profissional italiano, Scarponi foi campeão do Giro d'Italia de 2011.

## Vida e início da carreira
Michele Scarponi nascido em Jesi, na região do Marche, filho de Giacomo e Flavia Scarponi.

## Morte
Scarponi no dia 22 de abril de 2017, em um treino pela equipe Astana, foi atropelado por uma van, perto de sua casa em Filottrano. Ele tinha competido no Tour dos Alpes quatro dias antes ganhando uma etapa, e competido no dia anterior.

## Resultados
| Grand Tour      | 2002 | 2003 | 2004 | 2005 | 2006 | 2007 | 2008 | 2009 | 2010 | 2011 | 2012 | 2013 | 2014 | 2015 | 2016 |
| --------------- | ---- | ---- | ---- | ---- | ---- | ---- | ---- | ---- | ---- | ---- | ---- | ---- | ---- | ---- | ---- |
| Giro d'Italia   | 18   | 16   | —    | 47   | DNF  | —    | —    | 31   | 4    | 1    | 4    | 4    | DNF  | —    | 16   |
| Tour de France  | —    | —    | 32   | —    | —    | —    | —    | —    | —    | —    | 24   | —    | 49   | 41   | —    |
| Vuelta a España | —    | 13   | —    | 11   | —    | —    | —    | —    | —    | DNF  | —    | 15   | —    | —    | 11   |

| —   | não competiu |
| DNF | não terminou |